# Richard Deschatelets (ur. 1998)
Richard Phillip Deschatelets (ur. 28 listopada 1998) – kanadyjski zapaśnik walczący w stylu wolnym. Zajął dwudzieste miejsce na mistrzostwach świata w 2022. 
Srebrny medalista mistrzostw panamerykańskich w 2025; piąty w 2021 i 2024. Trzeci na mistrzostwach panamerykańskich juniorów w 2018 roku. 
Jego ojciec Richard Deschatelets, również był zapaśnikiem, olimpijczykiem z Montrealu 1976.